# Bahnhof Frankfurt-Niederrad
Der Bahnhof Frankfurt-Niederrad befindet sich im Südwesten von Frankfurt am Main im Stadtteil Niederrad. Die Anlagen für den Regional- und den S-Bahn-Verkehr gehörten bis zum Januar 2023 zu jeweils eigenständigen Betriebsstellen, dem Bahnhof Frankfurt-Niederrad und dem Haltepunkt Frankfurt-Niederrad Hp. Im Januar 2023 wurden im Zuge von Umbaumaßnahmen die Anlagen des Haltepunkts dem Bahnhof zugeordnet.

## Geschichte

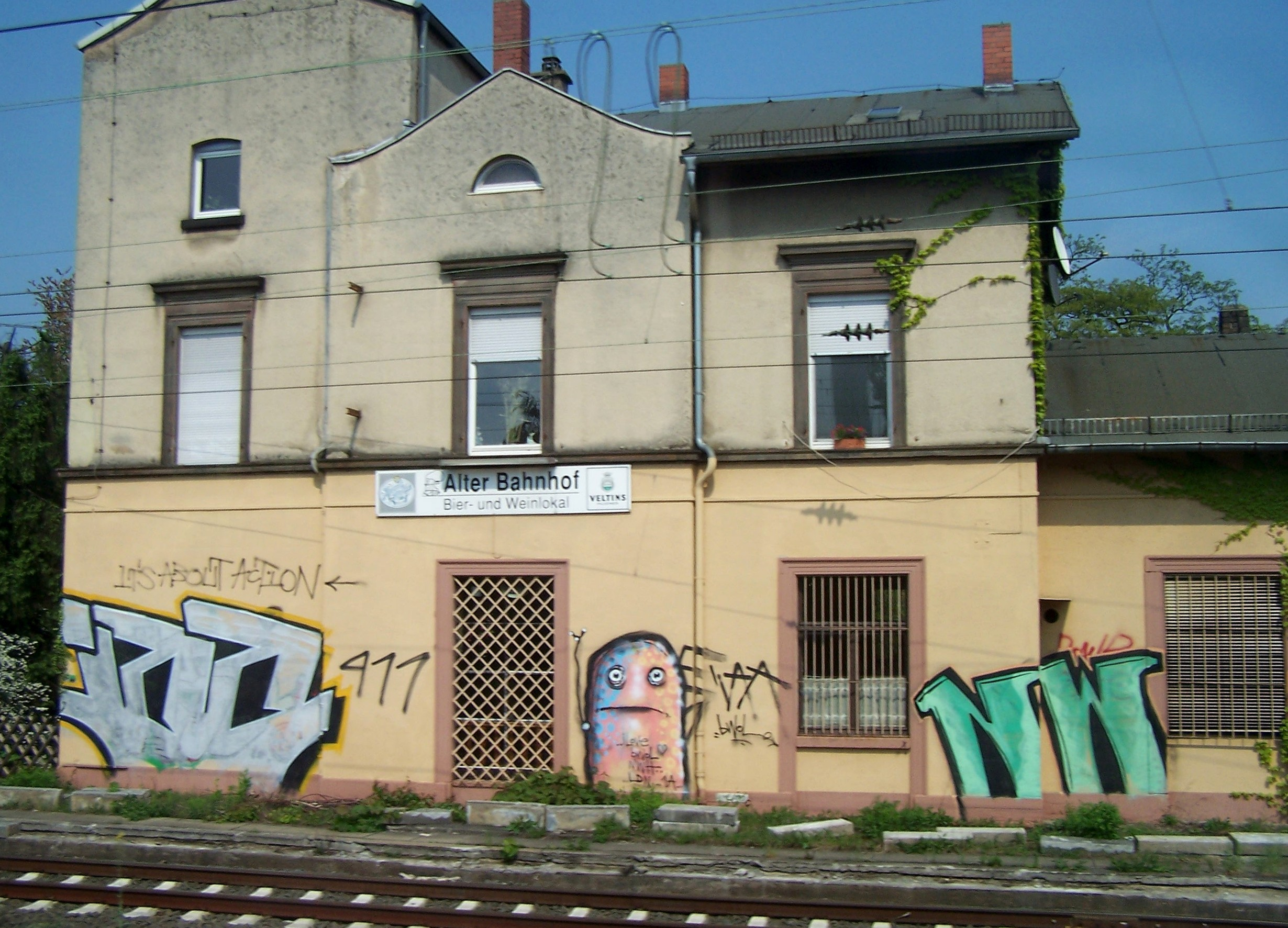
Das 1979 wegen des S-Bahn-Baus aufgegebene und 2022 abgerissene Empfangsgebäude in Frankfurt-Niederrad

Der Bahnhof wurde im Zuge der Verlegung der Bahnstrecke Mainz–Frankfurt 1882 angelegt.
Ab 1977 wurde im Zuge des S-Bahn-Baus der Bahnhof rund 700 Meter weiter südlich an die Lyoner Straße verlegt. Die erste Bahnhofsanlage wurde 1979 aufgegeben.
Das ehemalige Empfangsgebäude wurde am 15. September 2022 abgerissen, um für den geplanten sechsgleisigen Ausbau zwischen Hauptbahnhof und Stadion Platz zu schaffen.

## Neue Anlage
Der neue Bahnhof wurde in Hochlage oberhalb der Adolf-Miersch-Straße und der Lyoner Straße errichtet. In seiner neuen Lage ermöglicht er den direkten Übergang zur Straßenbahn. Die beiden Bahnsteige sind von der Straße her über Aufzüge und Treppen zu erreichen. Der Bahnhof ist in die Preisklasse 3 eingeordnet.
An der Station liegen vier Bahnsteiggleise. Die beiden westlichen Gleise 3 und 4 gehörten bis Januar 2023 zum Haltepunkt an der Flughafenschleife Frankfurt und dienten fast ausschließlich dem S-Bahn-Verkehr. Die Gleise 1 und 2 lagen im Bahnhof an der Bahnstrecke Mainz–Frankfurt, daneben verlief außerdem das bahnsteiglose Gleis der Verbindungskurve zur Umgehungsbahn. Betrieblich gehörte die nördlich der Bahnsteige gelegene Alte Niederräder Brücke noch zum Bahnhof Niederrad, die Neue Niederräder Brücke der S-Bahn-Strecke lag dagegen auf der Freien Strecke.
Im Zuge von Bauarbeiten wurde zusätzliche Weichenverbindungen zwischen den Fernbahngleisen und den S-Bahngleisen eingebaut, um die Zu- und Abfahrten am Frankfurter Hbf Richtung Flughafen flexibler durchführen zu können. Daraus ergab sich, dass seit Januar 2023 der Bereich um den Bahnsteig mit den Gleisen 3 und 4 dem Bahnhof zugeordnet wurde. Dabei wurden auch zahlreiche neue Ks-Signale aufgebaut, die eine Reihe von Ks-Signalen ersetzten. Zuvor waren verschiedene Gleisverbindungen zurückgebaut worden.

## Verkehr

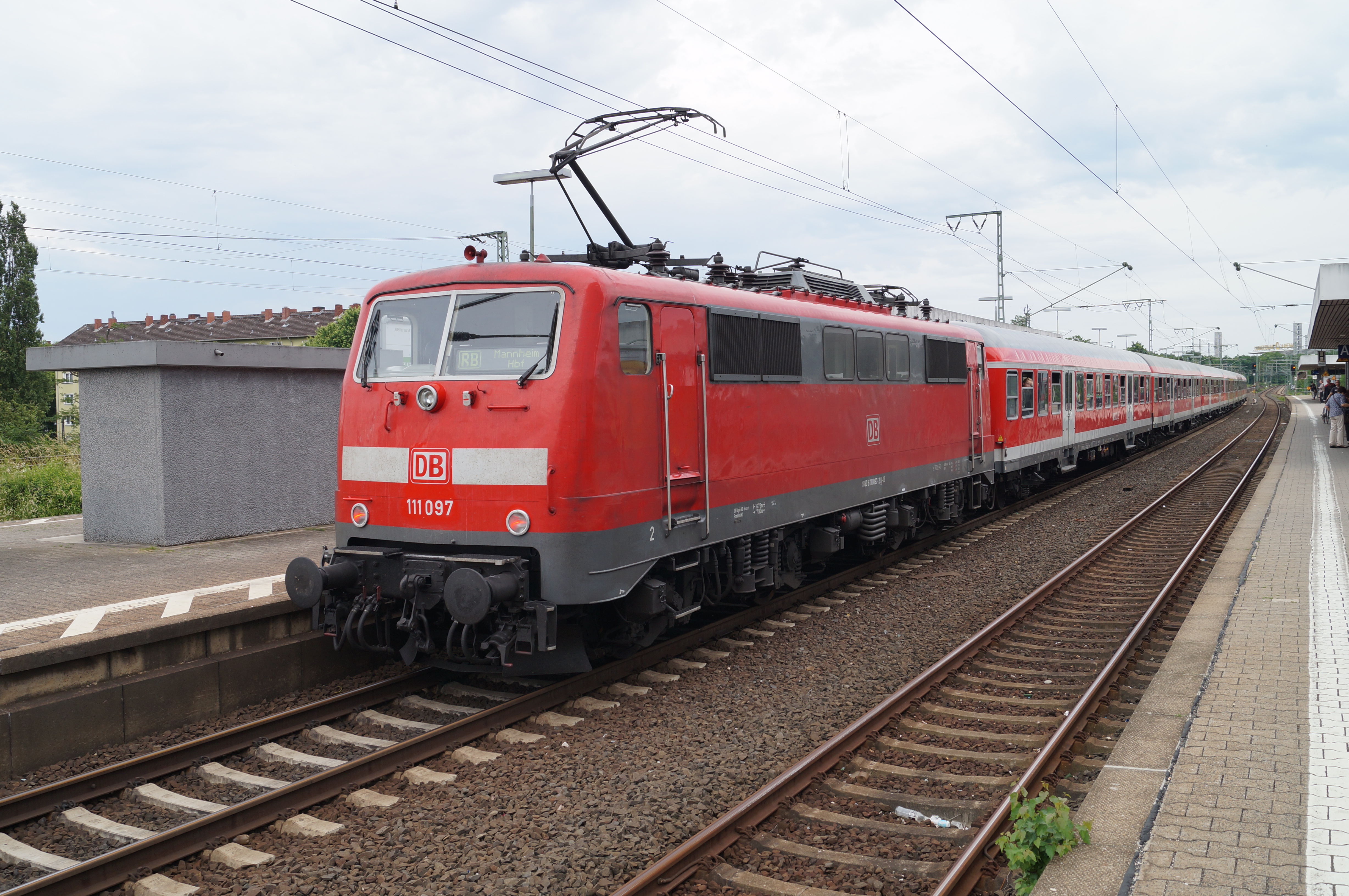
Lok der Baureihe 111 im Bahnhof Frankfurt-Niederrad auf dem Weg nach Mannheim

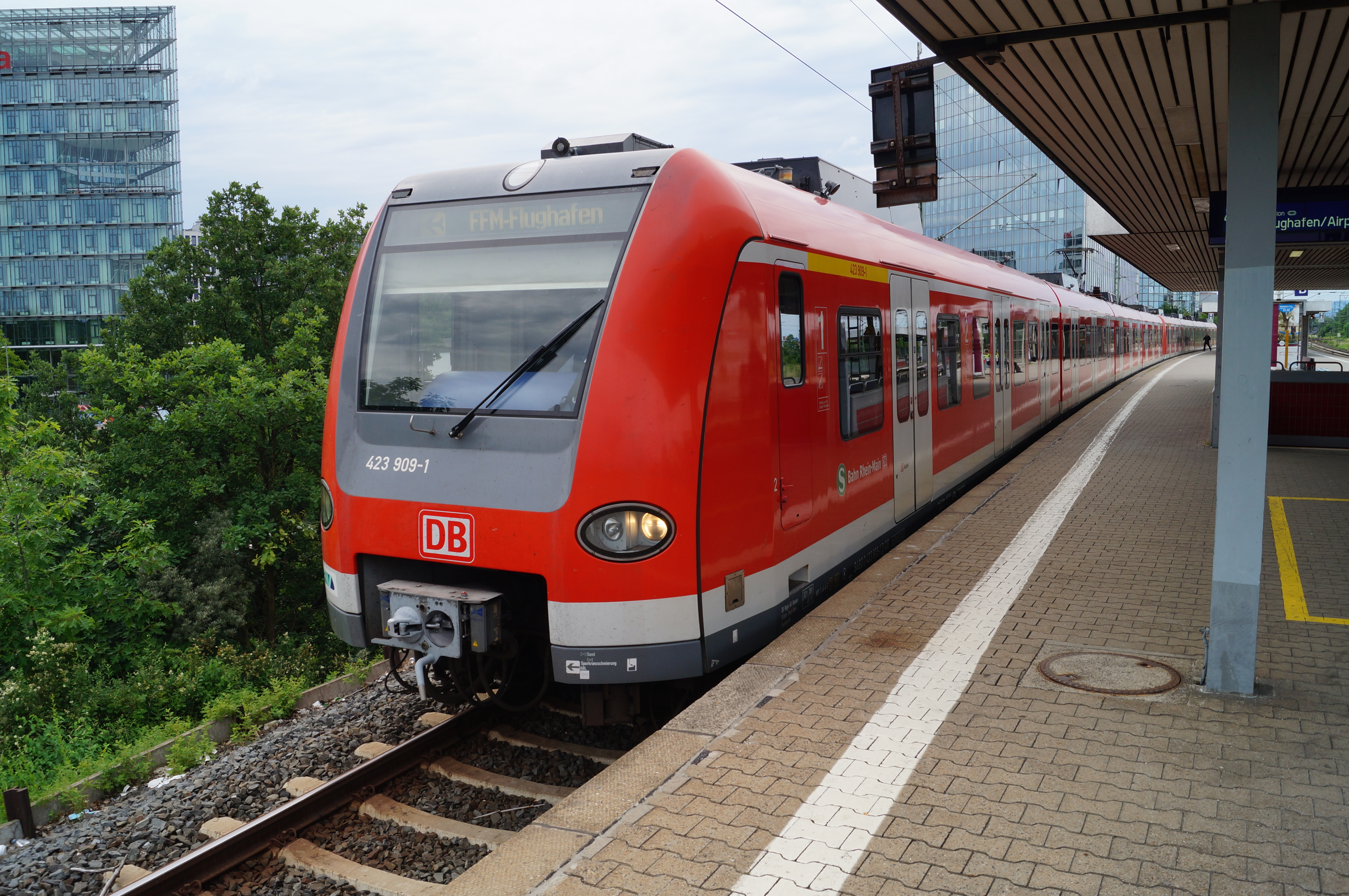
S-Bahn mit Triebwagen der DB-Baureihe 423 im Bahnhof Frankfurt-Niederrad

Die Station wird von Regional-Express-Zügen und S-Bahnen der Linien S7, S8 und S9 bedient. Die IC-, EC- und ICE-Züge fahren auf der Riedbahn in der Regel durch. Von September 1996 bis Mai 2006 war der Bahnhof außerdem Teil des Fernverkehrsnetz der Deutschen Bahn. Werktags hielt für Berufspendler jeweils ein aus Mannheim kommender ICE bzw. später IC. Dies ist heute nur in Ausnahmefällen noch der Fall, wenn einzelne IC-Zugläufe den Hauptbahnhof umgehen.
| Linie                    | Verlauf | Takt                                                         | Betreiber      |
| ------------------------ | --- | ------------------------------------------------------------ | -------------- |
| RE 2                     | SÜWEX: Frankfurt (Main) Hbf – Frankfurt-Niederrad – Frankfurt (Main) Flughafen Regionalbf – Rüsselsheim – Mainz-Bischofsheim – Mainz Römisches Theater – Mainz Hbf – Ingelheim – Bingen (Rhein) Hbf – Bacharach – Oberwesel – Boppard Hbf – Koblenz Hbf Stand: Fahrplanwechsel Dezember 2021 | 120 min (zus. Züge wochentags zur HVZ)                       | DB Regio Mitte |
| RE 3                     | Nahe-Express: Frankfurt (Main) Hbf – Frankfurt-Niederrad – Frankfurt (Main) Flughafen Regionalbf – Rüsselsheim – Mainz-Bischofsheim – Mainz Römisches Theater – Mainz Hbf – Ingelheim – Bad Kreuznach – Bad Münster am Stein – Bad Sobernheim – Kirn – Idar-Oberstein – Türkismühle – St. Wendel – Neunkirchen (Saar) Hbf – Saarbrücken Hbf Stand: Fahrplanwechsel Dezember 2021 | 120 min (zus. Züge wochentags zur HVZ)                       | vlexx          |
| RE 70                    | Main-Neckar-Ried-Express: Frankfurt (Main) Hbf – Frankfurt-Niederrad – (Frankfurt am Main Stadion – Zeppelinheim –)* Walldorf (Hessen) – Mörfelden – Groß Gerau-Dornberg – (Groß Gerau-Dornheim – Riedstadt-Wolfskehlen –)* Riedstadt-Goddelau – Stockstadt (Rhein) – Biebesheim – Gernsheim – Groß-Rohrheim – Biblis – (Bobstadt –)* Bürstadt – Lampertheim – Mannheim-Waldhof – (Mannheim-Luzenberg – Mannheim-Neckarstadt – Mannheim-Handelshafen –)* Mannheim Hbf * nur einzelne Züge Stand: Fahrplanwechsel Dezember 2021 | 60 min                                                       | DB Regio Mitte |
| S7                       | Riedstadt-Goddelau – Riedstadt-Wolfskehlen – Groß Gerau-Dornheim – Groß Gerau-Dornberg – Mörfelden – Walldorf (Hess) – Zeppelinheim – Frankfurt am Main Stadion – Frankfurt-Niederrad – Frankfurt (Main) Hbf | 21/39 min (Riedstadt–Frankfurt) 30 min (Frankfurt–Riedstadt) | DB Regio Mitte |
| S8                       | Wiesbaden Hbf – Wiesbaden Ost – Mainz Nord – Mainz Hbf – Mainz Römisches Theater – Mainz-Gustavsburg – Mainz-Bischofsheim – Rüsselsheim Opelwerk – Rüsselsheim – Raunheim – Kelsterbach – Frankfurt am Main Flughafen Regionalbahnhof – Frankfurt (Main) Gateway Gardens – Frankfurt am Main Stadion – Frankfurt-Niederrad – (Frankfurt (Main) Hbf /) (nur HVZ) Frankfurt (Main) Hbf tief – Frankfurt (Main) Taunusanlage – Frankfurt (Main) Hauptwache – Frankfurt (Main) Konstablerwache – Frankfurt (Main) Ostendstraße – Frankfurt (Main) Mühlberg – Offenbach-Kaiserlei – Offenbach Ledermuseum – Offenbach Marktplatz – Offenbach (Main) Ost (– Mühlheim (Main) – Mühlheim (Main) Dietesheim – Steinheim (Main) – Hanau Hbf) (nur HVZ) | 30 min 10/20 min (Kelsterbach–Frankfurt Hbf zur HVZ)         | DB Regio Mitte |
| S9                       | Wiesbaden Hbf – Wiesbaden Ost – Mainz-Kastel – Mainz-Bischofsheim – Rüsselsheim Opelwerk – Rüsselsheim – Raunheim – Kelsterbach – Frankfurt am Main Flughafen Regionalbahnhof – Frankfurt (Main) Gateway Gardens – Frankfurt am Main Stadion – Frankfurt-Niederrad – Frankfurt (Main) Hbf tief – Frankfurt (Main) Taunusanlage – Frankfurt (Main) Hauptwache – Frankfurt (Main) Konstablerwache – Frankfurt (Main) Ostendstraße – Frankfurt (Main) Mühlberg – Offenbach-Kaiserlei – Offenbach Ledermuseum – Offenbach Marktplatz – Offenbach (Main) Ost – Mühlheim (Main) – Mühlheim (Main) Dietesheim – Steinheim (Main) – Hanau Hbf | 30 min                                                       | DB Regio Mitte |
| Stand: 15. Dezember 2024 | |                                                              |                |

## Straßenbahnhaltestelle
Unterhalb der Station bestehen Umsteigemöglichkeiten in die dort verkehrenden Straßenbahnlinien 12 und 19 (verkehrt nur zu bestimmten Zeiten) sowie die Buslinien 78, 79 (verkehrt nur morgens und Mo–Fr) und 84.
| Linie | Verlauf | Takt                                                                                       |
| ----- | --- | ------------------------------------------------------------------------------------------ |
| 12    | Schwanheim Rheinlandstraße – Bürostadt Niederrad – Niederrad Bahnhof – Niederrad – Hauptbahnhof/Münchener Straße – Willy-Brandt-Platz – Konstablerwache – Bornheim Mitte – Eissporthalle/Festplatz – Fechenheim Hugo-Junkers-Straße/Schleife | 10 min 15 min (Schwanh.–Eissporth. so/feiertags) 30 min (Eissporth.–Fechenh. so/feiertags) |
| 19    | Schwanheim Rheinlandstraße → Bürostadt Niederrad → Niederrad Bahnhof → Niederrad → Südbahnhof/Schweizer Straße → Louisa Bahnhof | 2 Fahrten (morgens an Schultagen)                                                          |